# Ruth-Gletscher
Der Ruth-Gletscher ist ein Gletscher in der Alaskakette in Alaska. Benannt wurde der Gletscher 1903 von Frederick Cook, einem US-amerikanischen Entdecker, Polarforscher und Arzt, nach seiner Tochter.

## Geografie
Der Ruth-Gletscher ist 50 km lang und liegt im Denali-Nationalpark.
Die Great Gorge, eine etwa zwei Kilometer breite Schlucht, in der der Gletscher knappe fünf Kilometer vom Gipfel des Denali entfernt beginnt, überwindet er auf 16 km Länge einen Höhenunterschied von 600 m. Der Schnee der südöstlichen Bergflanke wird durch diese Schlucht gepresst und wandert mit einer Geschwindigkeit von einem Meter pro Tag talwärts.
An den Rändern der Schlucht ragen bis zu 1500 m hohe Granit-Felswände über der Eismasse auf. Untersuchungen der University of Alaska ergaben 1983 eine Eisdicke von bis zu 1150 m, die zusammen mit den angrenzenden Felswänden eine tieferen Abgrund bildet, als er im Grand Canyon zu finden ist. Der Höhenunterschied zwischen dem Mount Dickey am Rand des Gletschers und der Talsohle unter dem Eis beträgt über 2400 m.
Oberhalb der Great Gorge befindet sich das Ruth Amphitheater, ein Becken, welches von den Tributärgletschern West-Fork-Ruth-Gletscher, Northwest-Fork-Ruth-Gletscher und North-Fork-Ruth-Gletscher gespeist wird.
Der Ruth-Gletscher wird über den 11 km langen Ruth River, einem linken Nebenfluss des Tokositna River, entwässert.